# Cerro de la Peluca
El cerro de la Peluca es un yacimiento arqueológico situado en el distrito Puerto de la Torre de Málaga (España). Está emplazado en un territorio inmediatamente anterior a la bahía de Málaga, en las cercanías de la confluencia de dos de las principales arterias de comunicación natural de la provincia, correspondientes al río Campanillas y al río Guadalhorce, durante el segundo milenio antes de nuestra era.
La compleja y amplia distribución por el territorio de las diferentes áreas que componen el yacimiento revelan la estructura organizativa de un poblado de la Edad del Bronce que cuenta con una zona de uso doméstico donde se ubicaría el poblado propiamente dicho, en cotas de cierta altitud, y varias áreas de necrópolis asociadas al poblado, repartidas por las lomas situadas en cotas inferiores del cerro. Además se ha probado la existencia de minas de cobre, explotadas durante los años de florecimiento del poblado.
El yacimiento del Cerro de la Peluca viene a ser, junto con el yacimiento del Llano de la Virgen, en el municipio malagueño de Coín, uno de los pocos testimonios arqueológicos excavados de forma sistemática de poblados de este tipo en toda la provincia. Se trata por ello de un espacio singular y relevante, con gran potencialidad para el desarrollo de investigaciones arqueológicas, considerado de la misma importancia que los grandes yacimientos andaluces conocidos de la misma fecha como El Argar o Castellón Alto.

## Descripción
Desde el año 1965 se tenía conocimiento de la existencia de restos de enterramientos megalíticos en terrenos cercanos al Puerto de la Torre, aunque en esos momentos no se le concedió la importancia que verdaderamente tenía. En 1972, el Departamento de Prehistoria del Colegio Universitario de Málaga inicia trabajos de campo, con el objetivo de localizar y verificar la existencia de necrópolis de cistas megalíticas a las afueras del distrito malagueño; pero no será hasta el año 1984 cuando, en el transcurso de una nueva campaña arqueológica concedida para la confirmación de nuevos focos sepulcrales, el entonces párroco del distrito, el padre Baldomero Alonso, en compañía de A. Baldomero y J. E. Ferrer, se certifique la existencia de restos de estructuras domésticas y diversos materiales propios de un asentamiento estable y consolidado.
El yacimiento se ubica a la salida de la ciudad de Málaga, junto al barrio de El Cortijuelo-Junta de los Caminos, comunicado a través de la actual carretera A-7075, de Málaga a Antequera por Villanueva de la Concepción.
El conjunto arqueológico es un yacimiento al aire libre, que ofrece evidencias de ocupación doméstica con estructuras defensivas y simbólicas de un poblado característico de la Prehistoria reciente.
Los restos encontrados, correspondientes a la unidad de poblamiento, se sitúan en la ladera sur-oriental del Cerro de la Peluca, en las cotas más altas, entre los 240 y 190 metros sobre el nivel del mar, cercano a un nacimiento de agua. Los hallazgos evidencian una ocupación doméstica relacionada con estructuras defensivas, los cuales se disponen en aterrazamientos artificiales protegidos por muros de contención, sobre los que se situaban las viviendas. En el interior del poblado se han investigado dos cistas, circunstancia normal en el hábitat de esta cronología, donde determinados individuos podían enterrarse en el interior del poblado, tratándose frecuentemente de tumbas infantiles.
El poblado cuenta además con una mina de cobre explotada en época histórica, cuya bocamina se puede apreciar en la actualidad, y que al parecer debió ser explotada a cielo abierto, coetáneamente a las actividades llevadas a cabo en el yacimiento, que evidencia la importancia de la minería para los habitantes de este poblado.
Formando parte indisoluble del yacimiento, se han localizado varias necrópolis de cistas distribuidas en cotas inferiores al poblado, y que se caracterizan por ser tumbas de tamaño medio, con una anchura y longitud aproximada de un metro, de formas rectangulares o cuadradas, con accesos abiertos o limitados por pequeñas losas; en la actualidad todas ellas carecen de cubiertas y a algunas les falta algún lateral. Estas estructuras funerarias, agrupadas en diferentes áreas o unidades, dispersas por el territorio y vinculadas al poblado son:
- Necrópolis de cistas agrupadas junto a las inmediaciones de la unidad de poblamiento. Esta primera necrópolis, situada en la ladera sur del cerro, entre las cotas de 190 y 180 m s. n. m., cuenta en la actualidad con un total de cuatro cistas, tres de ellas agrupadas, y una algo más separada. Distribuidas en un área de unos 5000 m².

- Necrópolis de cistas agrupadas junto a las inmediaciones orientales de las ruinas del Cortijo Montero. En esta segunda unidad, distribuida en el sector nororiental de una pequeña loma existente en la ladera sur del cerro entre los 170 y 160 m.s.n.m., conocido como El Cortijo de las Ánimas, podemos hablar de nueve cistas a escasos metros de separación entre unas y otras, en un área de 2.000 m², aproximadamente.

- Necrópolis de cistas agrupadas al Norte del Cortijo de las Ánimas, en la ladera oriental del cerro. En este sector se han documentado, hasta el momento, cinco cistas cercanas entre sí y distribuidas en otra pequeña loma de los alrededores del Cerro de la Peluca, al norte del Cortijo de las Ánimas, ocupando intervalos de cotas entre los 180 y los 170 m s. n. m., dispuestas en un área que ocupa una extensión aproximada de 700 m².

- Necrópolis de cistas agrupadas en la ladera norte del Cerro de la Peluca, al oeste del emplazamiento del desaparecido Cortijo Escobar. Esta unidad, en la que se ha documentado el mayor número de estructuras funerarias, un total de quince, distribuidas en un área de unos 2.000 m², está situada entre la ladera norte del cerro y un espigón alomado con una orientación oblicua hacia el oeste, en el cual las cistas se ubican, al igual que en la unidad anterior, entre los 180 y 170 m s. n. m.

Las prospecciones realizadas en el territorio han demostrado la existencia de otras estructuras funerarias dispuestas de forma aislada por la extensión del yacimiento.